# Butyrylcholinesterase
Butyrylcholinesterase (ký hiệu HGNC:  BCHE; EC 3.1.1.8), còn được gọi là BChE, Buche, pseudocholinesterase, hay huyết tương (cholin) esterase,  là  enzyme đặc hiệu cholinesterase, enzyme liên quan đến thủy phân nhiều chất chứa cholin khác nhau dựa trên este. Ở người, nó được tạo ra ở gan, chủ yếu được tìm thấy trong huyết tương và được mã hóa bởi gen BCHE.
Nó rất giống với acetylcholinesterase ở tế bào thần kinh nên còn được gọi là RBC hoặc cholinesterase hồng cầu. Thuật ngữ "huyết thanh cholinesterase" thường được sử dụng để chỉ một xét nghiệm lâm sàng phản ánh mức độ của cả hai loại enzyme này trong máu.  Xét nghiệm hoạt tính butyrylcholinesterase trong huyết tương có thể được sử dụng làm bilan gan vì cả cholinesterasemia cao và cholinesterasemia thấp đều chỉ ra bệnh lý. Thời gian bán hủy của BCHE là khoảng 10 đến 14 ngày.
Butyrylcholine là một hợp chất tổng hợp không được tạo ra trong cơ thể một cách tự nhiên. Chất được sử dụng để phân biệt giữa acetylcholinesterase và butyrylcholinesterase.

## Vai trò sinh lý tiềm năng
Butyrylcholinesterase có thể là một chất điều hòa ghrelin sinh lý.

## Ý nghĩa lâm sàng
Thiếu pseudocholinesterase kết quả trong sự trao đổi chất chậm của một vài hợp chất có ý nghĩa lâm sàng, bao gồm: succinylcholine, mivacurium, procain, heroin và cocaine. Trong số này, chất nền quan trọng nhất trên lâm sàng của enzyme là succinylcholine, chất ức chế thần kinh cơ trong pha khử cực. Enzyme pseudocholinesterase thủy phân succinylcholinethành succinylmonocholine và sau đó thành axit succinic.
Các alen đột biến ở locus BCHE chịu trách nhiệm về độ nhạy suxamethonium. Những người mang kiểu gen đồng hợp tử sẽ bị ngưng thở kéo dài sau khi dùng suxamethonium giãn cơ trong thủ thuật gây mê phẫu thuật. Hoạt tính của pseudocholinesterase trong huyết thanh thấp và hoạt động cơ chất của nó là không điển hình. Trong trường hợp không có thuốc giãn cơ, homozygote không có bất lợi nào được biết đến.
Cuối cùng, sự trao đổi chất pseudocholinesterase của procain làm hình thành axit paraaminobenzoic (PABA). Nếu bệnh nhân sử dụng procaine trong khi sử dụng kháng sinh sulfonamid như bactrim, tác dụng kháng sinh sẽ bị đối kháng do procaine cung cấp một nguồn PABA mới cho vi khuẩn để tổng hợp axit folic.

## Các chất ức chế
- Cymserine và các dẫn xuất
- Profenamine
- Rivastigmine
- Tacrine
- (+) - ZINC-12613047: IC 50 BChE 13nM của người, tính chọn lọc cao so với AChE.[7]
- Phối tử hybrid/bitopic [8]